# Musikvetenskapliga sällskapet i Finland
Musikvetenskapliga sällskapet i Finland (finska: Suomen musiikkitieteellinen seura) är ett finländskt musikvetenskapligt samfund. 
Musikvetenskapliga samfundet i Finland grundades 1916 och har sitt säte i Helsingfors. Samfundet utgav 1958–1969 årsboken Suomen musiikin vuosikirja som 1971 ersattes av tidskriften Musiikki. Sällskapet publicerar även Acta Musicologica Fennica. Organisationen är ansluten till Vetenskapliga samfundens delegation.